# Formica horrida
Formica horrida é uma espécie de formiga do gênero Formica, pertencente à subfamília Formicinae.